# Északi-sark–1
Az Északi-sark–1 (oroszul: Северный полюс-1) szovjet kutatóállomás volt az Északi-sarkon az 1930-as évek végén.

## Története
Az 1920-as és 1930-as években a Szovjetunió számára egyre fontosabbá vált az északi tengerek viszonyainak (jég, tengeráramlások, időjárás) vizsgálata, így elhatározták, hogy magán az Északi-sarkon létesítenek egy hidrometeorológiai állomást. A célhoz vezető út első lépéseként a Rudolf-szigeten repülőbázist alakítottak ki, ahonnan 1937 május elején szállt fel P. G. Golovin. Feladata az volt, hogy megállapítsa az Északi-sark jégviszonyait, és azt, hogy le lehet-e szállni a jégre és kutatóállomást létesíteni. Golovin a feltételeket kedvezőnek minősítette, ezért május 21-én egy repülőgép a helyszínre szállította a létesítendő kutatóállomás 4 fős személyzetét: Ivan Dmitrijevics Papanyint, a parancsnokot, Ernszt Krenkel rádióst, Pjotr Petrovics Sirsov hidrobiológus-oceanológust és Jevgenyij Konsztantyinovics Fjodorov csillagász-magnetológust.
A csapat a sark közelében, a 89° 26’ északi szélesség és a 76° nyugati hosszúságnál lévő 4 km² alapterületű jégtáblán rendezkedett be, és a tudományos munkát még aznap elkezdték. Hamarosan kiderült, hogy a jégtábla helyzete nem állandó, lassan sodródik nyugatra, Grönland felé. A 4 fő 1938. február 19-ig maradt a táblán, ezalatt a 274 nap alatt több mint 2500 km-t tettek meg, a jégtábla pedig széttöredezett, és végül egy alig 500 m² alapterületű jégdarabról mentette ki őket a Tajmir és Murman jégtörő Grönland közlében (70° 54’ északi szélesség és a 19° 48’ nyugati hosszúságnál).
A sodródás teljes ideje alatt a kutatók napi 10-14 órát dolgoztak, rengeteg adatot gyűjtve a területről. Megállapították, hogy a sodródás útvonalában nem fekszik föld, és tanulmányozták a tengerfenék felszínét. Azt is megállapították, hogy az Atlanti-óceánból származó meleg vizek a Grönlandi-tenger felől benyomulnak egészen a sarkig. Azt viszont megcáfolták, hogy a sark körüli vidék élettelen lenne. Elsőként figyelték a felső, 200 méteres vízrétegek szél hatására történő mozgását. Meghatározták a sodródás vonalán a  mágneses elhajlás nagyságát. A Szadko-expedíció által elkezdett Nansen-küszöb vizsgálatot is folytatták.
Hazatérésük után a kutatócsapat valamennyi tagját a Szovjetunió Hőse címmel tüntették ki, és megkapták a földrajzi tudományok doktora tudományos fokozatot is.

## Az állomás
Az állomás lakóinak sátrát kiállították a szentpétervári Arktikus és Antarktikus Múzeumban, és úgy rendezték be, hogy a legjobban hasonlítson arra az állapotra, amelyben valóban használták. A sátor egy kicsi, vízhatlan ponyvával takart házikó volt, ami két helyiségből állt: egy "előszobából", ami tulajdonképpen egy szél- és hidegzsilip volt, és a tartózkodási helyiségből, amiben a felszerelést és a bútorzatot is bemutatták: alumínium csövekből összerakott ágyakat, bennük prémes hálózsákok prémekkel letakarva. A helyiség közepén kis asztal, a falnál egy másik. Az egyiken a rádiókészüléket helyezték el, ezzel tartották a kapcsolatot a külvilággal, a másikon sakk-készlet volt felállítva, valamint tányérok, evőeszközök. Egy polcon a lombikok és kémcsövek voltak láthatóak. A sátor falain néhány festményt is kiállítottak, mely az expedíció tagjait, életét mutatja be.
A sátor mellett egy makettet is bemutattak, mely az állomás egészét ábrázolta, az állomás mellett felállított szélkerékkel együtt, mely az áramot szolgáltatta az expedíció ideje alatt.
Az expedícióról a parancsnok, Papanyin később könyvet adott ki Úszó jégtáblán címmel.

## Ajánlott irodalom
- I. D. Papanyin: Úszó jégtáblán. Gondolat kiadó, 1961